# اودکپل
اودکپل (به لاتین: Oudekapelle) یک منطقهٔ مسکونی در بلژیک است که در دیکسمویید واقع شده‌است. اودکپل ۶٫۵۱ کیلومتر مربع مساحت و ۱۵۲ نفر جمعیت دارد.